# Мингечевирский археологический комплекс
Мингечевирский археологический комплекс (азерб. Mingəçevir arxeoloji kompleksi) — археологический памятник, расположенный на южных склонах хребта Боздаг, на обоих берегах реки Кура в Азербайджане, относящийся к периоду с раннего бронзового века (III тысячелетие до н. э.) до позднего средневековья (XVII век). Один их крупнейших археологических комплексов в Закавказье, состоящий из четырёх поселений и четырёх крупных могильников. Сегодня ряд археологических объектов на территории комплекса охраняется государством.
Основные археологические раскопки велись в Мингечевире в 1946—1953 годах под руководством С. М. Казиева в связи со строительством Мингечевирской ГЭС. В раскопках Мингечевира и в изучении его памятников участвовали также Е. А. Пахомов, Н. В. Минкевич-Мустафаева, Р. М. Ваидов, В. П. Фоменко, Г. М. Асланов, К. М. Ахмедов, Г. И. Ионе. Ими было опубликовано большое количество работ, где нашли своё отражение результаты археологических раскопок.
Самыми ранними памятниками комплекса являются нижний слой городища № 1, а также погребения III тысячелетия до н. э. Концом II — началом I тыс. до н. э. представлен второй слой этого городища, грунтовый могильник и курганы. Третий слой городища № 1 и множество погребальных комплексов относятся к эпохе раннего железа (VIII—II вв. до н. э.). К средневековым памятникам относятся городища № 2 (Судагылан), 3 (III—XIII вв.) и 4 (XIV—XVII вв.), албанские христианские храмы V—VIII вв., христианские и мусульманские погребения. Интересными с исторической точки зрения памятниками являются каменная плита и фрагменты керамических подсвечников с албанскими надписями.
На территории комплекса выявлено и изучено более 300 кувшинных погребений II в. до н. э. — I в. н. э., более 30 гончарных печей, более 200 катакомбных погребений I—VIII вв. н. э. Находки здесь представлены глиняными, стеклянными и серебряными сосудами, перстнями с разными изображениями, железным оружием, золотыми серьгами, аршакидскими и греко-римскими монетами, сасанидскими печатями и пр.
Добытый в Мингечевире обширный и разнообразный материал (до 40 тысяч) проливает свет на сложнейший процесс развития самобытной культуры местного населения с древнейших времён, а также даёт представление о развитии материальной культуры Кавказской Албании.

## Раскопки и изучение
Некоторые памятники комплекса были известны ещё во второй половине XIX века. На них обращали внимание археологи-любители того времени. Так, ещё в 1871 году естествовед и археолог Фридрих Байерн в статье «О древних сооружениях на Кавказе» писал о множестве курганов в низовьях Куры, некоторые из которых, по мнению автора, представляли собой остатки свайных сооружений. Интереснее всего в этом отношении, по словам Байерна, является Мингечаур на правом берегу Куры.
Глубокое и всестороннее же изучение мингечевирских памятников началось в 1935 году Азербайджанским филиалом Академии наук ССР. Археологические раскопки широко стали вестись в Мингечауре в 1946—1953 годах под руководством Салеха Казиева в связи со строительством Мингечевирской ГЭС. Срочный характер работ был связан с предстоящим затоплением определённой площади при наполнении водохранилища. В период с 1 апреля 1946 года по 1 января 1948 года здесь было вскрыто более 650 погребений и добыто свыше 7500 ценных с исторической точки зрения предметов.

Многолетний руководитель Мингечаурской экспедиции 1946—1953 годов Салех Казиев

Результаты археологических раскопок нашли своё отражение в большом числе отдельных статей. Так, в отчётах многолетнего руководителя Мингечаурской экспедиции С. М. Казиева, а также в его статьях, которые посвящены отдельным группам памятников, показаны основные результаты раскопок, которые выявили материалы, относящиеся ко времени с начала I тыс. до н. э. и до VII—VIII вв. н. э. Большую работу по раскопкам и изучению кувшинных погребений в Мингечауре проводила Тамара Голубкина. Она изучала вопросы о зооморфной керамике из Мингечаура, о марках (метках) на керамике и об отдельных находках.
Также в раскопках Мингечаура и в изучении его памятников в разные периоды принимали участие такие исследователи, как Евгений Пахомов, Нина Минкевич-Мустафаева, Рагим Ваидов, Вера Фоменко, Гардашхан Асланов, Гара Ахмедов, Гавриил Ионе. Ионе является автором ряда статей, посвящённых интересным гончарным обжигательным печам, обнаруженным в Мингечауре. Также Ионе публиковал статьи, касающиеся вопросов датировки кувшинных и грунтовых погребений, своеобразных сосудов в виде сапог, находимых в ранних погребениях Мингечаура. Пахомову принадлежат исследования кувшинных погребений в Мингечауре. Минкевич-Мустафаева вела раскопки в квадрате № 2, где были обнаружены два грунтовых погребения и одно кувшинное.
В 1957 году вышел второй том «Материалов по истории Азербайджана», в котором была статья Георгия Чубинашвили о рельефе с павлинами из городища Судагылан в Мингечевире. Вышедший в 1959 году совместный труд Ваидова, Асланова и Ионе «Древний Мингечаур (эпоха энеолита и бронзы)» содержит факты и обобщения, связанные с древнейшей частью мингечевирского археологического комплекса. В этой книге впервые сведён, систематизирован и проанализирован огромный материал эпохи энеолита и бронзы, добытый в Мингечауре. В книге Ваидова «Мингечаур в III—VIII вв.» (Баку, 1961) нашли своё отражение результаты проводимых автором раскопок. Большое место в этой работе занимают описание и анализ раннесредневековых поселений и остатков материальной культуры, а также албанские надписи.

## Археологические памятники

### Городища

#### Городище № 1
Городище № 1 расположено на узкой прибрежной полосе правого берега реки Кура при выходе её из ущелья Боздагского хребта. Относится оно к бронзовому веку и впервые начало исследоваться в 1950 году. На территории данного поселения было обнаружено много фрагментов глиняных сосудов, осколков обсидиана и кремня, более 300 кремнёвых и обсидиановых предметов (вкладыши, ножи, наконечники стрел и пр.) эпохи позднего энеолита. Раскопками выявлены остатки керамических обжигательных примитивных одноярусных печей, датируемых I тысячелетием до н. э.
Также на двух холмах на территории городища были выявлены полы неизвестных сооружений, похожие на глинобитные площадки. В ряде ям на площадках обнаружены как целые кувшины чёрного и серого цветов, так и их фрагменты. Также здесь и вблизи найдены остатки костей животных и рыб, фрагменты предметов быта (зернотёрок, грузил, каменных форм для литья бронзовых изделий, светильников и т. д.).
Нижний слой поселения, а также погребения III тысячелетия до н. э., относятся к куро-араксской культуре и являются самыми ранними памятниками Мингечевира, второй слой — относится к ходжалы-кедабекской культуре (конец II — нач. I тыс. до н. э.), а третий — к эпохе раннего железа (VIII—II вв. до н. э.).

#### Городище № 2
Городище № 2 расположено на левом берегу реки Кура при выходе её из ущелья Боздага, в местности Судагылан. Данное поселение относится к периоду Средневековья и имеет четыре культурных слоя. Первый слой датируется I—III вв. н. э.. В этом слое, в основном залегающем на глубине 1,5—2 м, нет никаких остатков наземных сооружений, однако сохранились остатки полуземлянок. Вокруг жилищ обнаружено множество грунтовых ям с истлевшими остатками зерновых культур и кухонных предметов. Найдены также керамические кувшины малого и среднего размеров, чаши, миски красного цвета с полноценным обжигом. В 1949—1950 годах в Судагылане было открыто 22 погребения в срубах, относящихся ко II—IV вв., а одна группа погребений относится к более раннему времени, к I—II вв.
| |  |
| Фрагменты подсвечника с албанскими надписями с четырёх его сторон из Мингечевира. Музей истории Азербайджана (Баку) |  |

Второй культурный слой характеризуется находками, которые датируются IV—VII вв. включительно. Для этого слоя характерны бытовые постройки, здесь вскрыты небольшие части фундаментов стен со следами огня и разрушения. Такие жилища представляли собой прямоугольные постройки небольших размеров, возведённые из сырцового кирпича. В 1951 году во втором слое были обнаружены остатки культового сооружения, являющегося одноапсидным трёхнефным храмом христианского типа. На территории храма были обнаружены каменные плиты, одна из которых имеет изображение двух павлинов лицом друг к другу, каждый со своей стороны стилизованного дерева, и албанскую надпись. На основании албанской надписи, а также по наличию в слое монет конца V — начала VII в., Р. Ваидов датирует храмовое сооружение VI веком. Здесь были также выявлены и фрагменты с албанскими надписями, нанесёнными на различных глиняных изделиях, таких как фрагменты сосудов и глиняные подсвечники.
Третий слой характеризуется остатками многих сооружений, в том числе и жилых помещений. Этому культурному слою принадлежат остатки культового сооружения — храма христианского типа позднего времени (VIII—IX вв.). При расчистке внутри помещений храма было найдено много металлических крестов из железа и бронзы различных форм и размеров. Также здесь были выявлены обломки различных архитектурных деталей и декоративных украшений. На одной стене сооружения был обнаружен глиняный кувшинчик с кладом арабских монет чеканки VIII—IX вв. На основе этой находки и датируется памятник. Керамика третьего слоя похожа на керамику второго слоя, отличаясь лишь лучшим качеством изготовления. Среди гончарных изделий найдены кюпы яйцевидной формы (на некоторых изображены кресты), кувшины средних размеров с двумя ручками. Комплекс инвентаря третьего слоя датируется концом VII—IX вв.
Четвёртый культурный слой, согласно данным анализа керамики и изредка встречающихся монет, датируется периодом X—XIII вв. включительно. Этот слой самый верхний и разрушен больше, чем остальные. Остатков строительных сооружений в данном слое практически нет, но в большом количестве обнаружены фрагменты штампованной и глазурованной керамики, датируемой X—XII вв. В верхнем слое выявлены монеты чеканки различных средневековых городов XII—XIII вв., расположенных на территории нынешнего Азербайджана
В 1950 году удалось обнаружить часть стены крепостного типа длиной 72 м и шириной около 3,5 м и сложенной из сырцовых блоков. Данная стена являлась ограждением храмовой постройки и вместе с остатками албанского храма образовывала единый архитектурный комплекс, являющийся цитаделью городища. Расположение на возвышенности и наличие естественных укреплений (с востока — крутые склоны горного массива, с севера — глубокий овраг, а с запада — береговой срез реки) говорят о том, что Судагылан являлся крепостью. На юго-западе городища были размещены гончарные мастерские, на северо-западе — могильное поле со срубными погребениями, а на юго-востоке — могильное поле с кувшинными и грунтовыми захоронениями и керамические обжигательные печи.
а — могильное поле со срубными погребениями
б — остатки храмового комплекса и стены цитадели
в — могильное поле с кувшинными и грунтовыми захоронениями и керамические обжигательные печи.

#### Городище № 3
Городище № 3 также расположено на левом берегу реки Кура при входе её в ущелье Боздага, в местности Калагет. Мощность культурного слоя здесь в среднем — 5—5,5 м. Для первого слоя характерны остатки жилых и хозяйственных помещений со стенами, сплетёнными из прутьев и камыша и обмазанными глиной. Сохранившиеся обожжённые части конструкций указывают на то, что эти сооружения погибли от пожара. Из-под развалин был извлечён археологический материал, представленный вазами, кувшинами, чашами и прочими предметами быта. Этот слой датируется глазурованной керамикой, относящейся к X—XIII вв. н. э.
| |  |
| Окаменелые зёрна злаков и конские шпоры и стремена из Мингечевира (IV в. до н. э. — VIII в. н. э.). Музей истории Азербайджана (Баку) |  |

Второй слой городища датируется монетами, которые Пахомов относит к VI—IX вв., и характеризуется остатками сооружений, возведённых из сырцового кирпича. Кроме остатков жилищ, здесь найдены очаги, хозяйственные ямы с остатками бытовых предметов, костей животных и рыб, фрагментами глиняной посуды. Также найдены сельскохозяйственные инструменты, зёрна злаков, семена хлопка и фруктовые косточки. Во втором слое обнаружены также перстни-печати, железные и бронзовые фибулы, бронзовые булавки.
В одном месте все три слоя городища прорезаны погребением позднего типа, представляющим собой грунтовые ямы с деревянным перекрытием. Среди погребального инвентаря найдены конская сбруя, пряжки, стремена, железное оружие, серебряная чаша, золотые серьги-подвески, костяные изделия и пр. Некоторые предметы из этого городища датируются периодом раннего средневековья (III—VIII вв. н. э.).
На одном из холмов городища сохранились остатки древнего населённого пункта, где отложившиеся культурные слои достигают мощности более 6—7 м и относятся к I—XII вв. включительно.

#### Городище № 4
Городище № 4 расположено на правом берегу Куры, в 2—3 км южнее древнего могильного поля. Оно было обнаружено в конце 1949 года и относится в основном к XIV—XVII вв. Большая часть же подъёмного материала из этого участка представлена керамикой, относящейся к XII—XIV вв. н. э. Также обнаружены остатки разного рода строений.

### Могильники и курганы

#### Кувшинные погребения
В результате раскопок 1946—1953 годов на территории Мингечевира было вскрыто более 300 кувшинных погребений, площадь каждого из которых не превышает 2 × 3 м. Среди этих погребений имеется около 30 захоронений, в инвентаре которых находились различные виды боевого оружия. Погребения же № 17, 26, 29—31 на правом берегу Куры и № 14-Л на левом отличались разнообразием инвентаря, большим количеством оружия и размерами около 3 × 5 м. Кувшинные погребения правобережья Куры занимают огромный участок. Здесь в кувшинах маленького размера (высотой от 45 см до 1 м) с двумя ручками хоронили детей, а в больших кувшинах (высотой от 1 м 20 см до 2 м 5 см и 80 см шириной) без ручек — взрослых.
Эти погребения датируются II—I вв. до н. э. и I—II вв. н. э., а населением, которое оставило эти кувшинные погребения, было одно из албанских племён. Помимо оружия, в основном железных мечей, копий, кинжалов и ножей, которые встречаются в мужских погребениях, в кувшинных погребениях встречались глиняные сосуды (кувшины, миски, кубки), предметы украшения (кольца, браслеты, бусы), бронзовые подсвечники, костяки вьючных животных, а также римские и аршакидские монеты. В женских кувшинных погребениях содержится очень много украшений (бусы из стекловидной массы, яшмы и сердолика, шейные обручи). Бронзовых браслетов много в основном на руках и ногах (временами по 36 и 42 ножных браслета на костяке), а иногда — вокруг горловины кувшинов. Также в кувшинных погребениях найдена крашеная керамика с изображением птиц, растений и геометрического орнамента.

#### Грунтовые погребения
| |
| |
| Грунтовое погребение (поздняя бронза — раннее железо) из Мингечевира и роговые псалии из погребения № 77 (XI—IX вв. до н. э.). Музей истории Азербайджана (Баку) |

При раскопках были обнаружены также грунтовые погребения, в составе комплексов погребального инвентаря которых были в основном бронзовые предметы (литые перстни-печати, украшения, оружие), а также многочисленные бусы и керамические изделия. Для таких погребений очень характерны находки большого количества наконечников стрел, некоторые же погребения выделяются наличием больших скелетов (более 2 м) с оружием.
В погребении № 77 (XI—IX вв. до н. э.) наряду с оружием и глиняными сосудами найдены остатки конской узды с орнаментированными роговыми псалиями и костяными бляхами, что делает Мингечевирский комплекс первым в Закавказье, где найдена конская узда раннего евразийского типа.
Множество погребальных комплексов на территории Мингечевира относится к эпохе раннего железа (VIII—II вв. до н. э.). Один грунтовый могильник датируется концом II — началом I тыс. до н. э. и относится к ходжалы-кедабекской культуре. Грунтовые погребения Мингечаурского могильного поля во многих местах разрушены кувшинными погребениями, что говорит о том, что такой тип погребений со слабо скорченными скелетами существовал до кувшинных погребений, относящихся к I в. до н. э.

#### Погребения в катакомбах и срубах
В 1949 году в местностях Калагет и Судагылан были обнаружены неизвестные до этого в Закавказье погребения в катакомбах. На Калагете было вскрыто и обследовано более 200 катакомбных погребений. Камеры таких погребений сооружены на глубине около 3,5—6,5 м от поверхности и представляют собой куполообразное сводчатое сооружение 1,5—3 м в диаметре и 0,9—1,7 м высотой. Инвентарь таких погребений содержал глиняные и стеклянные сосуды, стеклянные и смальтовые перстни, стеклянные и каменные бусы, браслеты, кольца, подвески, наконечники копий и стрел, деревянные шкатулки, аршакидские и греко-римские монеты, гребни, в женских попадались золотые серьги-подвески в виде кистей винограда (набранные из мелкой зерни), тонкие золотые колечки.
Катакомбные погребения ранней группы датируются I—II вв. н. э., средней — III—IV вв. н. э., а поздней — V—VII вв. н. э. В камеру катакомбы можно было попасть через специальный проход в виде траншеи с вертикальными боковыми срезами и наклонным дном. Местное население в период катакомбных погребений, согласно обнаруженным здесь находкам, занималось как земледелием, скотоводством, ремёслами, так и рыболовством и садоводством. Сам же обряд катакомбных захоронений менялся со временем, о чём свидетельствуют как формы катакомб, так и состав погребального инвентаря.
Во II—III вв. н. э. в Мингечевире существовал тип погребения в срубах, исчезнувший, слившись с катакомбными. Такие погребения были обнаружены на левом берегу Куры и складывались из толстых брёвен арчана, образуя своеобразный гроб. Труп помещали в сруб в скорченном виде головой на восток. В таких погребениях встречались стеклянные сосуды, изделия из золота, серебра и бронзы, аршакидские и римские монеты. Однако основными особенностями этих погребений было то, что в них больше, чем в других, было обнаружено оружия (широколезвийные длинные мечи в деревянных ножнах, обтянутых кожей), а также то, что обычно такие погребения сопровождались несколькими другими костяками вокруг сруба в сидячем положении.

#### Курганы

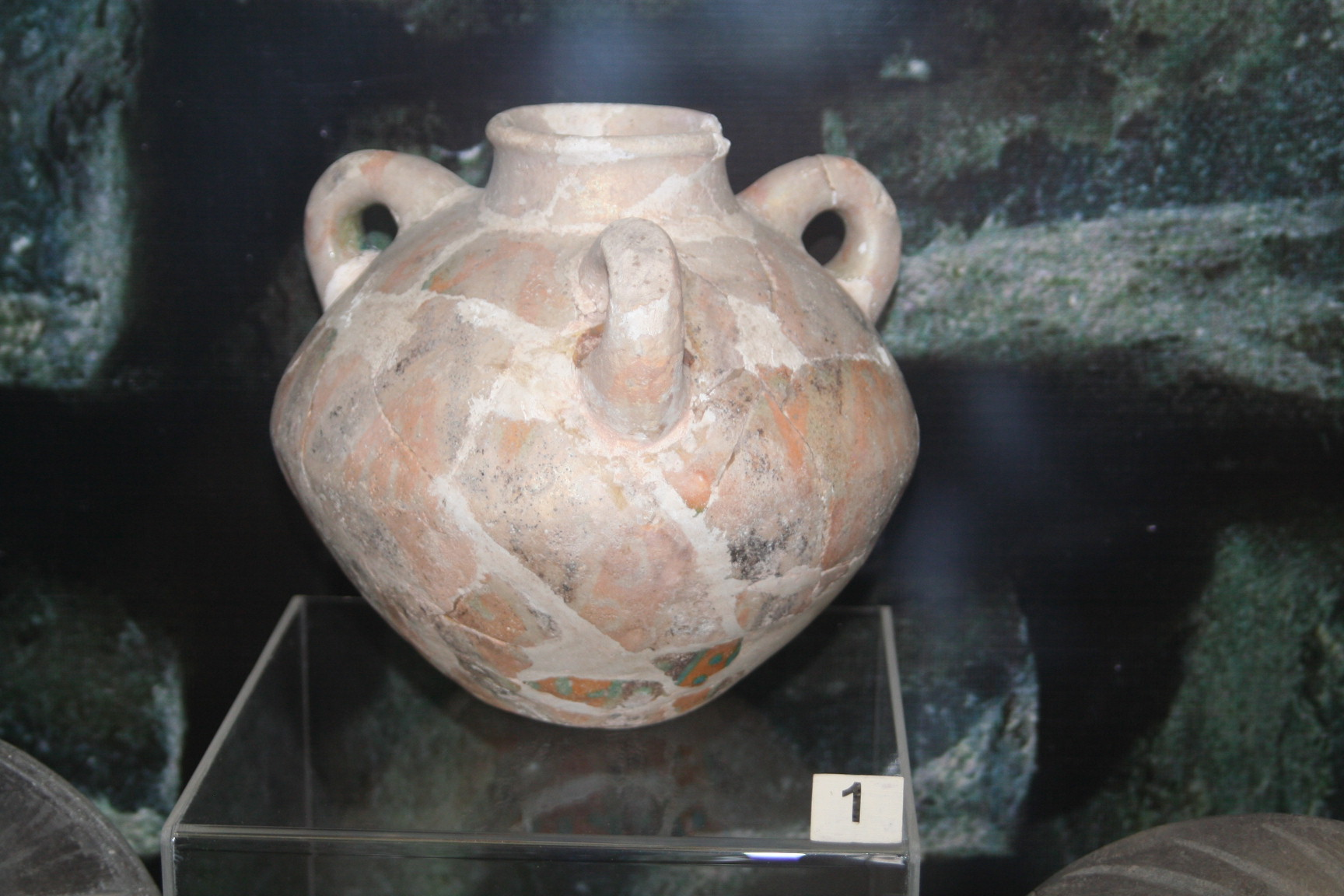
Глазурованный сосуд ассирийского типа из Мингечевира (XIII—VIII вв. до н. э.). Музей истории Азербайджана (Баку)

Мингечевирские курганы примыкают к той же культурной группе, что и Ходжалинские, но по сравнению с ними занимают наиболее позднее положение. Для датировки курганов Мингечевира особое значение имеет находка здесь (курганы II и IV) глазурованных сосудов ассирийского типа, изготовленных из белой неместной глины. Находки таких сосудов составляют однородную по хронологии группу и являются очень редкими для Закавказья, свидетельствуя об импорте из Ассирии или Ирана. Подобные глазурованные сосуды были обнаружены также в поздних погребениях Ходжалинского некрополя (курган II и погребение 4 из раскопок 1954 года) и в погребении II Лори-бердского некрополя, которые являются синхронными курганам Мингечаура.
По данным С. М. Казиева, в трёх курганах (из четырёх обработанных) были обнаружены скелеты лошадей с остатками сбруи и богатым бронзовым украшением, бронзовые удила, нагрудные бронзовые украшения, наконечники жезлов и др. По разложившимся остаткам на почве около костяков лошадей Казиев предполагал, что на лошадях было что-то в виде седла. Согласно Р. Х. Саттарзаде, эти материалы раскопок в Мингечевире, относящиеся к середине и концу бронзового века и переходному периоду к железному (IX—VII вв. до н. э.), подтверждают высокую ступень развития коневодства и конеиспользования здесь в то время. В курганах были также найдены скелеты крупного и мелкого рогатого скота. Животные были украшены бронзой, бусами, бисером. Выявленные в курганах могилы были четырёхугольной формы и глубиной около 4 м. Найденные в курганах сосуды по форме изящны, встречались также сосуды из камня. В одном же из курганов найдено золотое кольцо.
Остатки золы и углей, найденные в середине четвёртого кургана, являются, по мнению Казиева, остатками большого костра-жертвенника. Богатство инвентаря курганов, по словам Казиева, говорит о том, что они — могилы племенных вождей, знати и жрецов конца бронзового и начала железного века. По словам Ильи Бороздина, захоронения лошадей в конской сбруе в мингечевирских курганах свидетельствуют о наличии здесь определённого скифского погребального обряда.

## Научное значение
В Мингечевире выявлено до 40 тысяч археологических находок, и большое научное значение комплекса, согласно Азербайджанской советской энциклопедии, заключается в их богатстве и хронологической последовательности. По словам археолога Рагима Ваидова, добытый в Мингечевире обширный и разнообразный материал раскрывает яркую картину сложнейшего процесса развития самобытной культуры местного населения с древнейших времён.
Историк Камилла Тревер отмечает, что в связи с археологическими работами в районе Мингечаура, когда исследователи ежегодно стали находить большое количество предметов, обнаруженных во время раскопок могильников и городищ на правом и левом берегах Куры, широкие размеры стал принимать интерес к истории Кавказской Албании. По находкам в Мингечауре, по словам Тревер, был хорошо подобран иллюстративный материал, дающий представление о развитии материальной культуры Албании. Раскопки в Мингечауре, пишет Тревер, дополнили сведения письменных источников и о растительных богатствах древней Албании.
Исключительно ценным же памятником, найденным в Мингечауре, является, по словам Ваидова, каменная плита с албанской надписью, обнаруженная в одном из помещений храма VI—VII вв. Этот камень и ряд других находок с албанскими надписями (фрагменты глиняных сосудов, подсвечники) являются редкими эпиграфическими памятниками Албании и могут дать многое для определения строя албанского языка и его лексики.
Как отмечает археолог Гавриил Ионе, на основании археологических материалов кувшинных погребений Мингечевира можно установить основные типы вооружения местного населения, а также до некоторой степени социальную структуру его общества, в которой определяются племенная знать и рабы. Согласно Тревер, исследование курганов и грунтовых могил Мингечевира показало однородный характер ряда памятников из обихода знати и предметов индийского и персидского происхождения, примерами которых являются бронзовые перстни-печати с изображением ахеменидского Гопатшаха и льва и каменные сосуды из туфита. Об отношениях Албании с эллинистическим миром, по словам Салеха Казиева, говорят такие находки в Мингечауре, как посуда и оружие IV—III вв. до н. э., обнаруженные в грунтовых могилах.
По словам историка Рауфа Мунчаева, памятники Мингечаура являются «важнейшими источниками изучения культурно-исторического и социально-экономического развития Азербайджана и сопредельных стран на протяжении более четырёх тысяч лет».

## Охранный статус
В 2001 году ряд памятников на территории комплекса распоряжением Кабинета министров Азербайджанской Республики № 132 были включены в список охраняемых государством объектов. Среди них поселение эпохи ранней — средней бронзы на территории города Мингечевир, поздней бронзы — раннего железа к югу от города и могильное поле с кувшинными погребениями первых веков до н. э. — первых веков н. э. близ города были объявлены «археологическими памятниками национального значения», а поселение эпохи Средневековья к юго-западу от Мингечевира — «археологическим памятником местного значения».